# 생계농업

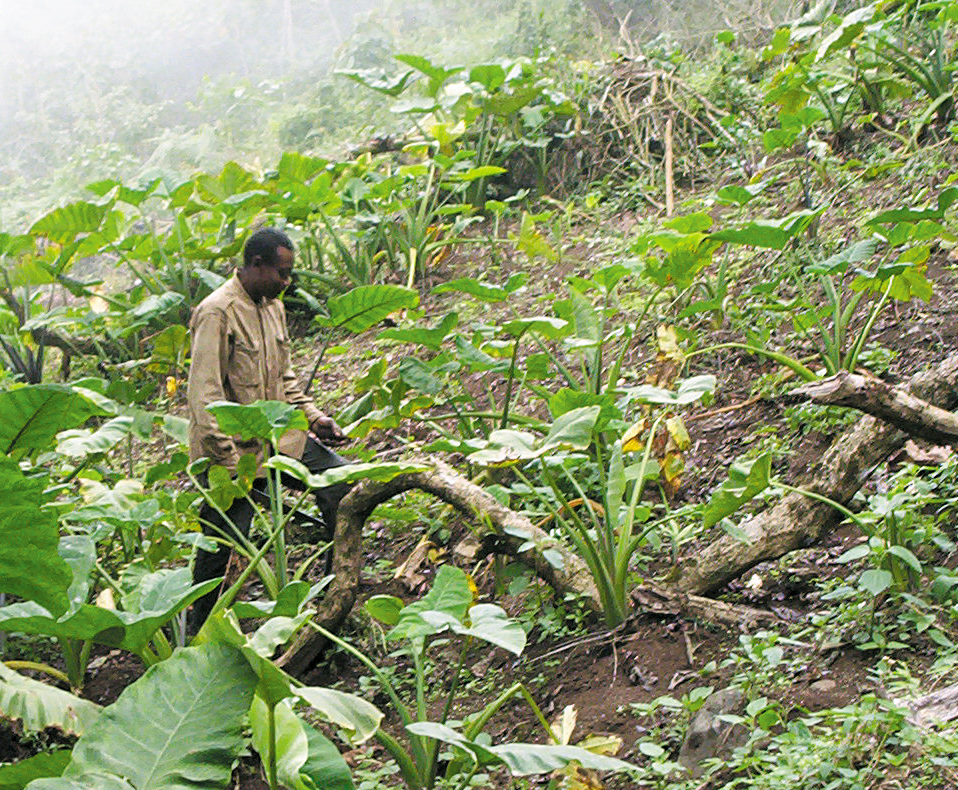
카메룬산 산비탈에서 토란을 재배하는 바퀘리인 농부.

생계농업(Subsistence agriculture)이란 농업인이 자신이 먹고살 작물을 길러서 자기 가족 단위에서 소비하는 형태의 농업이다. 이런 농업에 종사하는 농업인은 대개 소농이며, 경제적으로는 농민계급을 형성한다.
생계농업의 소출은 농업인 당사자의 생존(먹고삼)을 위해 소비되며, 대개 그 현지의 좁은 지리적 범위 밖으로 수출되지 아니한다. 농사의 계획은 그 한해의 소출과 내년 농사의 전망을 위주로 단기적으로 이루어지며, 시장 가격과 같은 거시적 계획은 부차적으로 된다. 사회학 교수 Tony Waters의 정의에 따르면, “생계형 농민(subsistence peasants)”이란 “자신이 먹을 것을 자신의 가내에서 자신들 스스로 기르고, 시장에서의 주기적인 구매를 하지 않아도 살아갈 수 있는 사람들”이다.:2
시장자본주의가 세계를 지배하기 전에는 전세계의 거의 모든 농업이 생계농업이었다. 개발도상국에서는 지금도 생계농업이 주된 농업형태다.  생계농업의 특징은 다음과 같다. 자본금이 적고, 기술적으로 단순하다. 여러 작물을 소규모로 같이 재배하는 복작을 한다. 그럼에도 작물과 가축의 다양성은 높지 않으며, 잉여생산물은 아예 발생하지 않거나 거의 발생하지 않는다. 발생하는 소규모 잉여는 장터에 내다팔아 자급자족할 수 없는 상품(농기구, 자전거, 소금, 설탕 등)을 사 와서 내년 농사를 재생산한다. 경작면적은 좁으며 농지가 여기저기 흩어져 있다. 가족단위 미숙련노동에 의존적이다.

## 같이 보기
- 현금작물
- 산업형 농업
- 도시 농업
- 시민농장
- 퍼머컬처
- 소농